# Тина Киркова
Екатерина (Тина) Трифонова Киркова е български политик от БРСДП, БКП, деятелка на женското движение в България.

## Биография
Родена е на 23 ноември 1872 г. в Стара Загора в семейството на Трифон Богоев. Съпруга е на Георги Кирков. През 1898 г. става член на БРСДП. Двамата със съпруга ѝ издават в. „Работнически вестник“ в дома си. През 1900 г. се преселват в София. Между 1908 и 1918 г. е член на Местния комитет на БРСДП (т.с.) в София. През 1914 г. е избрана за секретар на Централната женска комисия на Конференцията на жените-социалдемократки. Участва в множеството демонстрации против войните по време на Балканските и Първата световна войни. Пише редица статии в Работнически вестник за правата на жените. Създава в. „Равенство“, който става орган на женското социалдемократическо движение в България. На II конгрес на БКП е избрана за член на ЦК на БКП. През 1922 г. е делегат на IV конгрес на Коминтерна. Арестувана е през 1923 г. и остава в затвора до 1926 г. Емигрира в СССР през 1927 г. Там активно работи в Международната организация в помощ на борците на революцията (МОПР). Записва се да учи в историческия отдел на Покровския политически университет. По време на Втората световна война е евакуирана в киргизкия град Орш. Завръща се в България през 1945 г.. Умира на 1 декември 1947 г. По време на комунистическото управление в България на нейно име има наречени улици, училища и болници в родния ѝ град (XIII ОУ „Св. П.Хилендарски“) и София (I АГ болница).